# Снайпер (фильм, 2014)
«Сна́йпер» (англ. American Sniper — «Американский снайпер») — историческая драма 2014 года режиссёра Клинта Иствуда, снятая по сценарию Джейсона Холла на основе мемуаров снайпера 3-й команды SEAL из Техаса Криса Кайла, который служил в Ираке и стал рекордсменом по числу убитых солдат противника, за что иракцы прозвали его Дьяволом из Рамади.
Съемки фильма начались 31 марта 2014 года в Лос-Анджелесе, в апреле продолжились в Марокко, после чего съёмочная группа вернулась в Калифорнию, где и завершила съемки картины.
11 ноября 2014 года фильм был показан на кинофестивале AFI Fest в США. Выход в прокат в США состоялся 25 декабря, в России — 19 марта 2015 года. Помимо положительных отзывов от кинокритиков и коммерческого успеха, фильм получил премию «Оскар» за лучший звуковой монтаж, а также номинировался ещё в пяти категориях, в том числе «Лучший фильм», «Лучшая мужская роль» и «Лучший адаптированный сценарий».

## Описание сюжета
Фильм основан на мемуарах Криса Кайла, служившего снайпером взвода «Чарли» 3-й команды SEAL в Ираке. Крис стал самым успешным снайпером в военной истории США — на его счету 255 убитых, из них 160 официально подтверждены (для этого необходим свидетель, который бы зафиксировал смерть). За это иракцы дали ему прозвище «Дьявол из Рамади». Кроме самой войны, картина рассказывает о воспоминаниях жены Криса, которая была свидетелем растущей привязанности и дружбы между сослуживцами Кайла.
Главный герой фильма — техасский ковбой Крис Кайл — после взрыва американского посольства решает пойти на службу в вооружённые силы. Вербовщик предлагает ему пойти в SEAL. Пройдя тяжёлый курс подготовки, Кайл становится «морским котиком» и отправляется на снайперские курсы. Он знакомится в баре с девушкой Тайей и их отношения заходят очень далеко. Женившись на Тайе, Крис отправляется в Ирак, где прикрывает пехоту, зачищающую дома в поисках террористов. Его личные показатели неуклонно растут, он становится легендой у солдат. У него появляется противник – снайпер Мустафа, участник сирийской олимпийской команды по стрельбе и победитель Олимпиады. Во время одной из миссий Кайл присоединяется к пехотной группе, занимающейся зачисткой домов, желая поделиться опытом с неопытными армейскими пехотинцами. Хозяин одного из домов Шейх сообщает, что за 100 тысяч долларов готов сдать одного из приближённых Аль-Заркави по прозвищу Мясник, на что получает согласие от военных. Однако перед следующей встречей Шейха и солдат американский конвой попадает под обстрел Мустафы. Кайл поднимается на крышу чтобы засечь местоположение снайпера, но Мустафа замечает Криса и не даёт ему поднять голову из-за преграды, в то время как Мясник жестоко расправляется с Шейхом и его сыном. В ходе охоты на Мясника отряд выходит на его предположительное месторасположение и останавливается в одной из квартир напротив, где живет семья иракцев. Те демонстрируют радушие и приглашают солдат на ужин, однако Крис находит у гостеприимного хозяина тайник с оружием и разоблачает его . Поставленный перед угрозой тюрьмы хозяин соглашается помочь отряду и проводит их к дому, где собрались Мясник с приближёнными. В ходе ожесточённого боя с террористами Крис убивает убегающего с соратниками Мясника. 
Время идёт, Крис отправляется в новые туры в Ирак, его жена рожает сына, а затем и дочку. Страх за Криса отравляет Тайе жизнь, и она беспрестанно просит мужа оставить военную службу и вернуться домой, Крис скрепя сердце, решительно отказывается. Руководство приказывает Кайлу и его отряду ликвидировать вражеского снайпера, наносящего значительные потери американцам. В ходе выполнения задания Мустафа ранит выстрелом в лицо товарища Кайла Биглза, позже тот умирает. 
Командование решает отгородить часть Багдада стеной, однако Мустафа всё ещё отстреливает солдат. Американцы решаются на дерзкий ход – они занимают крышу здания на территории, контролируемой противником. Не ожидавший этого Мустафа пристреливает сапёра и выцеливает остальных, но меткий выстрел Кайла обрывает его жизнь. Выстрел Кайла выдаёт американцев, повстанцы собирают силы и бросаются на приступ здания. После продолжительной перестрелки американцам удаётся скрыться в набежавшей песчаной буре. Едва оставшись в живых в этом бою, Кайл увольняется со службы и возвращается к семье. 
Жена счастлива, что семья воссоединилась, но сам Крис страдает от посттравматического синдрома. Психотерапевт предлагает ему помогать ветеранам приспосабливаться к мирной жизни. Крис отправляется на стрельбище с очередным бывшим солдатом, где и погибает от его руки. Заключительные кадры демонстрируют похоронную процессию Криса Кайла.

## В ролях
- Брэдли Купер — Крис Кайл
- Сиенна Миллер — Тайя Рена Кайл, жена Криса
- Люк Граймс — Марк Ли
- Джейк Макдорман — Райан «Биглз» Джоб
- Кори Хардрикт — Дандридж
- Навид Негабан — Шейх
- Кайл Галлнер — Уинстон
- Сэм Джагер — капитан Мартенс
- Сэмми Шейк — Мустафа, иракский снайпер сирийского происхождения
- Эрик Клоуз — агент Снид
- Брайан Хэллисей — капитан Гиллеспи
- Макс Чарльз — Коултон Кайл, сын Криса
- Мадлен Макгроу — Маккенна Кайл, дочь Криса
- Марнетт Пэттерсон — Сара

## Награды
| Награды и номинации                          | Награды и номинации              | Награды и номинации                                                     | Награды и номинации | Награды и номинации |
| Награда                                      | Категория                        | Номинант                                                                | Результат           |                     |
| -------------------------------------------- | -------------------------------- | ----------------------------------------------------------------------- | ------------------- | ------------------- |
| Премия Национального совета кинокритиков США | «Лучший режиссёр»                | Клинт Иствуд                                                            | Победа              |                     |
| Премия Национального совета кинокритиков США | «Десятка лучших фильмов года»    |                                                                         | Победа              |                     |
| «Спутник»                                    | «Лучший адаптированный сценарий» | Джейсон Холл                                                            | Номинация           |                     |
| «Спутник»                                    | «Лучший монтаж»                  | Гэри Роч, Джоэль Кокс                                                   | Номинация           |                     |
| «Выбор критиков»                             | «Лучший боевик»                  |                                                                         | Номинация           |                     |
| «Выбор критиков»                             | «Лучший актёр в боевике»         | Брэдли Купер                                                            | Победа              |                     |
| BAFTA                                        | «Лучший адаптированный сценарий» | Джейсон Холл                                                            | Номинация           |                     |
| BAFTA                                        | «Лучший звук»                    | Уолт Мартин, Джон Т. Рейц, Грегг Рудлофф, Алан Роберт Мюррей, Баб Асман | Номинация           |                     |
| «Оскар»                                      | «Лучший фильм»                   | Клинт Иствуд, Роберт Лоренц, Эндрю Лазар, Брэдли Купер, Питер Морган    | Номинация           |                     |
| «Оскар»                                      | «Лучшая мужская роль»            | Брэдли Купер                                                            | Номинация           |                     |
| «Оскар»                                      | «Лучший адаптированный сценарий» | Джейсон Холл                                                            | Номинация           |                     |
| «Оскар»                                      | «Лучший монтаж»                  | Гэри Роч, Джоэль Кокс                                                   | Номинация           |                     |
| «Оскар»                                      | «Лучший звук»                    | Уолт Мартин, Джон Т. Рейц, Грегг Рудлофф                                | Номинация           |                     |
| «Оскар»                                      | «Лучший звуковой монтаж»         | Алан Роберт Мюррей, Баб Асман                                           | Победа              |                     |
| «Империя»                                    | «Лучший актёр»                   | Брэдли Купер                                                            | Номинация           |                     |
| Премия Гильдии режиссёров США                | «Лучший режиссёр кинофильма»     | Клинт Иствуд                                                            | Номинация           |                     |
| Премия Гильдии сценаристов США               | «Лучший адаптированный сценарий» | Джейсон Холл                                                            | Номинация           |                     |
| MTV Movie Awards                             | «Лучший фильм»                   |                                                                         | Номинация           |                     |
| MTV Movie Awards                             | «Лучшая мужская роль»            | Брэдли Купер                                                            | Победа              |                     |
| «Сатурн»                                     | «Лучший триллер»                 |                                                                         | Номинация           |                     |
| Премия Японской киноакадемии                 | «Лучший зарубежный фильм»        |                                                                         | Победа              |                     |
| «Давид ди Донателло»                         | «Лучший зарубежный фильм»        | Клинт Иствуд                                                            | Номинация           |                     |